# The Day the Music Died
| Оценки критиков  | Оценки критиков |
| Источник         | Оценка          |
| ---------------- | --------------- |
| AbsolutePunk.net | (69%)           |
| SmartPunk.com    | [ 2 ]           |
| Thrash Magazine  | (8.8/10)        |

The Day the Music Died — второй студийный альбом американской метал-группы Beneath the Sky, изданный 24 июня 2008 года. Альбом получил положительные отзывы критиков и занял 28-е место в чарте Billboard Heatseekers. Тем не менее вскоре после выпуска пластинки коллектив объявил о своём распаде, однако уже спустя год Beneath the Sky воссоединились, после чего выпустили свой третий альбом In Loving Memory, ставший для группы последним.

## Запись
Выпустив в 2007 году на лейбле Victory Records свой дебютный альбом What Demons Do to Saints и отыграв ряд концертов в его поддержку, коллектив приступил к подготовке материала для нового альбома. На тот момент группу покинули клавишник Мэтт Джонс, гитарист Крис Профайт и ударник Брэндон Соудер. На смену им пришли гитарист Кевин Стаффорд, который взял на себя также и роль клавишника, и ударник Брайан Кэш.
Работа в студии в Кливленде началась 29 февраля 2008 года и продлилась до 27 марта. В качестве продюсеров пластинки выступили Дон Дэбиси и Брэндон Янгс, мастеринг был доверен Алану Дочесу; при этом и Дэбиси и Дочес уже работали с коллективом ранее над What Demons Do to Saints.

## Список композиций
| №                   | Название                             | Длительность |
| ------------------- | ------------------------------------ | ------------ |
| 1.                  | «Nature of the Beast»                | 5:19         |
| 2.                  | «True Friends Stab You in the Front» | 3:22         |
| 3.                  | «With a Gun Smoke Kiss»              | 4:54         |
| 4.                  | «Misery With a Delicate Voice»       | 5:36         |
| 5.                  | «Option for the Lonely»              | 3:57         |
| 6.                  | «The Belle of the Ball»              | 9:40         |
| 7.                  | «It All Ends With a Smile»           | 4:56         |
| 8.                  | «I'll Call This My Own»              | 4:38         |
| 9.                  | «Respect for the Dead»               | 5:37         |
| 10.                 | «Another Day»                        | 4:56         |
| 11.                 | «The Pursuit of ???»                 | 3:53         |
| Общая длительность: | Общая длительность:                  | 60:21        |

## Участники записи
Beneath the Sky
- Джои Нельсон — вокал
- Джефф Нельсон — гитара
- Кевин Стэффорд — гитара
- Ник Скарберри — бас-гитара
- Брайан Кэш — ударные